# دیتونا ۲۴ ساعته ۲۰۲۴

مسیر مکان برگزاری همیشگی مسابقه ۲۴ ساعته دیتونا پیست دیتونا اینترنشنال اسپیدوی

دیتونا ۲۴ ساعت ۲۰۲۴ که با عنوان رسمی رولکس ۲۴ در دیتونا شناخته می‌شود یک مسابقه اتومبیلرانی اسپرت استقامتی بود که توسط انجمن بین‌المللی ورزش‌های موتوری تأیید و برگزار شد. این مسابقه در پیست دیتونا اینترنشنال اسپیدوی در دیتونا بیچ، فلوریدا در تاریخ ۲۷ تا ۲۸ ژانویه ۲۰۲۴ برگزار شد. این رویداد شصت و دومین دوره مسابقه ۲۴ ساعت دیتونا از زمان آغاز آن در سال ۱۹۶۲ و اولین مسابقه از ۱۱ مسابقه در کلاس های مختلف در مسابقات ایمسا فصل ۲۰۲۴ و همچنین اولین مسابقه از پنج مسابقه جام استقامتی میشلین ۲۰۲۴ بود. این مسابقه  به دلیل خطای برگزار کنندگان کوتاه تر از ۲۴ ساعت شده بود که باعث شد مسابقه ۱ دقیقه و ۳۵.۲۷۷ ثانیه کمتر از ۲۴ ساعت برنامه ریزی شده به پایان برسد. 

## پیش زمینه مسابقه

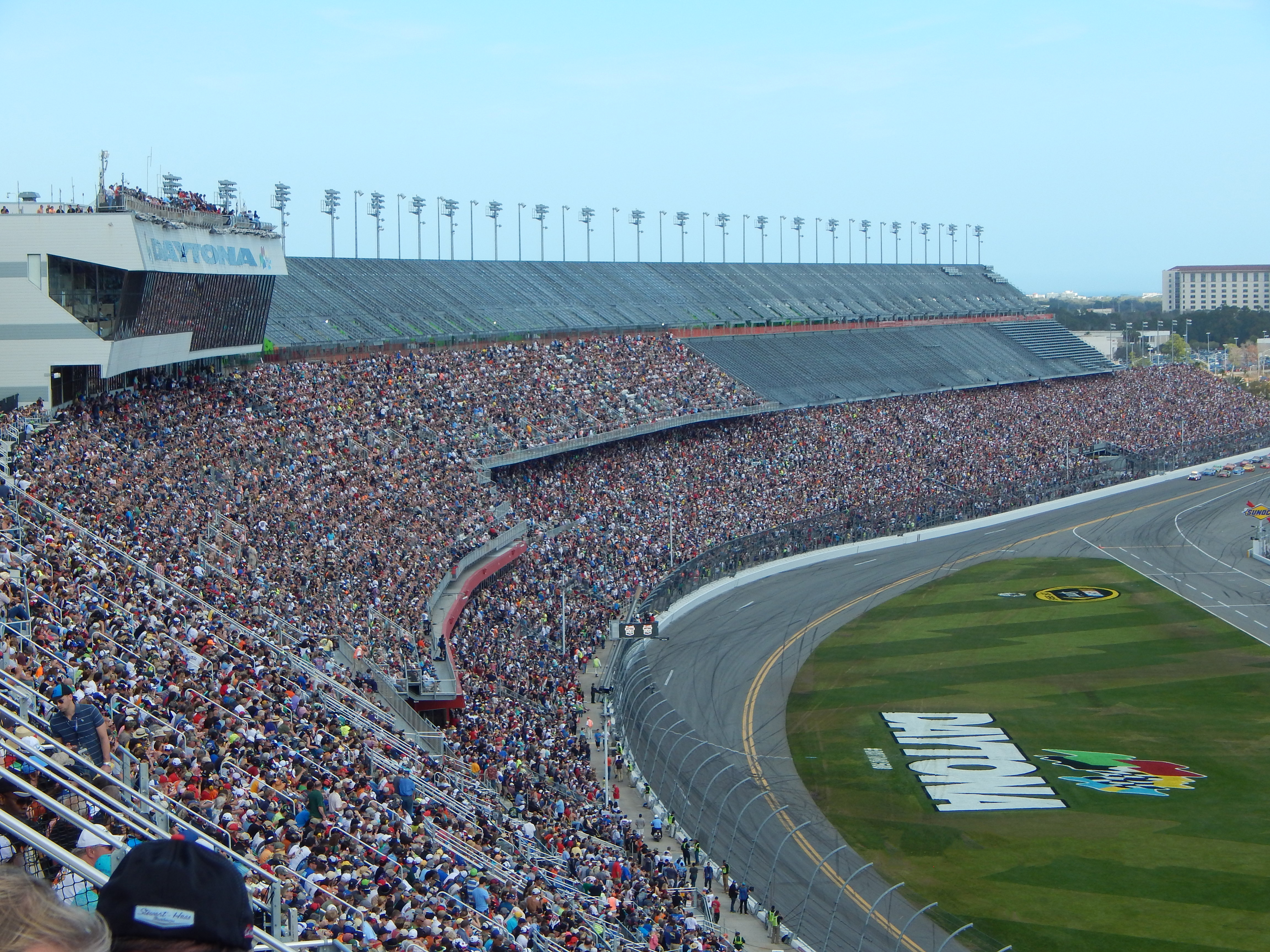
پیست بین المللی دیتونا، جایی که مسابقه در آن برگزار شد

بنیانگذار نسکار، بیل فرانس پدر، که در سال ۱۹۵۹، برای جذب مسابقات استقامتی خودروهای اسپورت اروپایی به ایالات متحده و ارائه دید بین‌المللی در مسیر پیشرفت و توسعه خودرو های ورزشی آمریکایی پیست دیتونا اینترنشنال اسپیدوی طراحی و ساخت.

این مسابقه به طور غیررسمی بخشی از تاج سه گانه استقامتی همراه با مسابقات ۱۲ ساعته سیبرینگ و ۲۴ ساعته لمانز در نظر گرفته می شود.
جان دونان، رئیس انجمن بین‌المللی ورزش‌های موتوری (ایمسا) در آگوست ۲۰۲۳ تأیید کرد که این مسابقه بخشی از فصل مسابقات ایمسا فصل ۲۰۲۴ خواهد بود. این یازدهمین سال متوالی بود که بخشی از مسابقات قهرمانی ایمسا و شصت و دومین و سال متوالی بود که این مسابقه ۲۴ ساعته برگزار میشد. دیتونا ۲۴ ساعت ۲۰۲۴ اولین مسابقه از یازده مسابقه استقامتی خودروهای اسپرت برنامه ریزی شده توسط ایمسا و اولین مسابقه از پنج مسابقه جام استقامت میشلین (با نام مختصر MEC شناخته میشود) بود. این مسابقه در پیست کوتاه ۱۲ پیچی ۳.۵۶ مایلی (۵.۷۳ کیلومتری) دیتونا اینترنشنال اسپیدوی در دیتونا بیچ، فلوریدا از ۲۷ تا ۲۸ ژانویه برگزار شد.

### فیلمبرداری
در قبل و بعد از برگزاری مسابقه دیتونا ۲۴ ساعته ۲۰۲۴ مجموعه فیلمبرداری فیلم فرمول یک از تصاویر این پیست برای استفاده در پس زمینه فیلم فرمول یک استفاده شد.

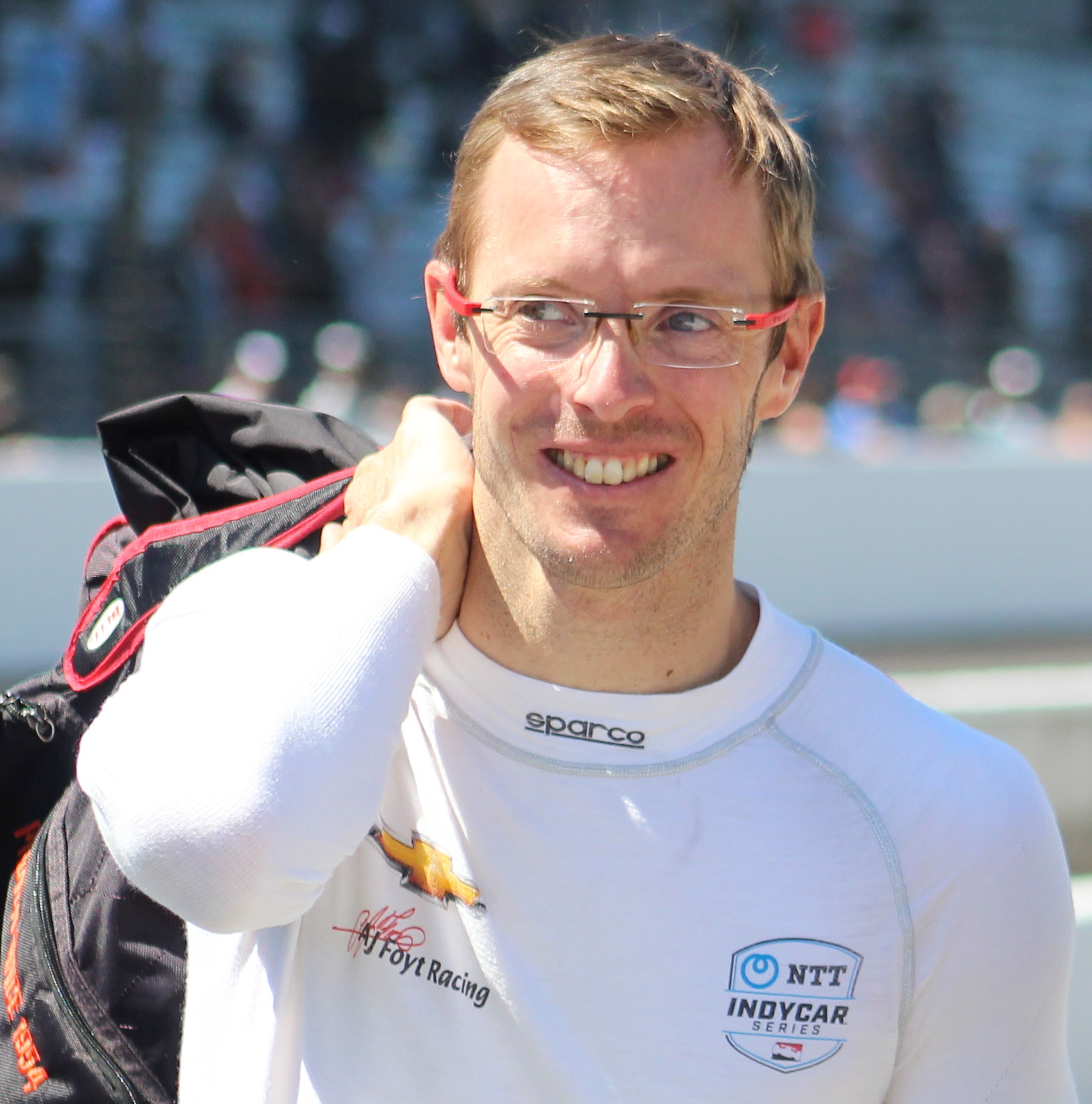
سباستین بورده (تصویر مربوط به سال ۲۰۲۱) سریعترین زمان را در تست های قبل از مسابقه ۲۴ ساعته دیتونا را برای تیم کادیلاک ریسینگ به ثبت رساند

در این تست های قبل از آخر هفته ۲۴ ساعته دیتونا که از ۱۹ تا ۲۱ ژانویه ۲۰۲۴ برگزار شد و تمامی خودروهایی که نام آنها برای مسابقه ثبت شده بود در این تست ها شرکت کردند. اولین جلسه صبح جمعه، نیک تندی با خودرو شماره ۶ پورشه ۹۶۳ و تیم پورشه پنسکی با زمان ۱:۳۵.۶۱۷ و ۰.۰۳۵ ثانیه سریعتر از خودرو شماره ۲۴ بی‌ام‌و آگوستو فارفوس، پیشتاز تست اول شد. خودرو شماره ۲۲ تیم یونایتد اتواسپرت پل دی رستا با یک دور ۱ دقیقه و ۳۹.۹۱۶ ثانیه‌ای در صدر کلاس ال‌ام‌پی۲ قرار گرفت. متئو کرسونی در کلاس جی‌تی‌دی پرو سریعترین دور را ثبت کرد در حالی که کاترین لگ سریع‌ترین زمان را در بین تمام خودروهای جی‌تی‌دی به ثبت رساند.

جلسه دوم بعدازظهر جمعه شاهد پیشتازی خودرو کادیلاک در بالای جدول بودیم کا‌دیلاک که پیپو درانی، رانندگی خودرو شماره ۳۱ تیم اکشن اکسپرس را در اختیار داشت در یک دور ۱:۳۵.۲۱۷ در دقایق پایانی، پیشتاز تست دوم شد. بی‌ام‌و شماره ۲۵ با رانندگی دی فیلیپی دوم شد و لورن وانتور برای پورشه پنسکی موتور اسپورت رانندگی میکرد سوم شد.

کریستین راسموسن سریع‌ترین دور کلاس ال‌ام‌پی۲ را با زمان ۱:۳۹.۶۷۴ بهبود بخشید و بالاتر از خودروی شماره ۱۸ تیم ارا موتوراسپورت و نولان سیگل با تیم شان کریچ موتوراسپورت و نیکلاس نیلسن با خودرو شماره ۸۸ فراری ای‌اف کورسا قرار گرفت.